# Agroiconota propinqua
Agroiconota propinqua  (лат.) — вид жуков щитоносок (Cassidini) из семейства листоедов.
Центральная Америка (Гаити, Коста-Рика, Куба, Никарагуа, Панама, Пуэрто-Рико, Ямайка). Южная Америка (Венесуэла, Колумбия).
Форма тела уплощённая. Растительноядный вид, питается растениями семейства вьюнковые (Convolvulaceae: Ipomoea trifida, Merremia aegyptia, Merremia umbellata).